# Aziz Sattar
Datuk Aziz Sattar, né le 8 août 1925 à Pekalongan et mort à Kajang le 6 mai 2014 (à 88 ans), est un acteur malaisien. Il est essentiellement connu pour ses rôles dans les films malais en noir et blanc des années 1950 et 1960 et dans la série comique Bujang Lapok, aux côtés de P. Ramlee.

## Biographie
Il naît sur l'île de Java, en Indonésie, faisant alors partie des Indes néerlandaises. Sa famille déménage à Singapour alors qu'il n'a que trois ans. Il y fait la connaissance de Salleh Kamil et de Shariff Dol, deux acteurs en devenir. Âgé de dix ans, il présente un attrait pour la scène et révèle ses talents de comédien à l'occasion de fêtes et de mariages. Sa jeunesse est toutefois bouleversée par l'occupation japonaise de la Malaisie à la suite de l'éclatement de la Seconde Guerre mondiale.
Son rôle le plus célèbre est dans la série de films comiques des Bujang Lapok, aux côtés de P. Ramlee et de S. Shamsuddin, dans les années 1950 et 1960. Il apparaît notamment dans Bujang lapok (1957), Ali Baba bujang lapok (1960), basé sur le thème des Mille et une nuits, Seniman bujang lapok (1961) et Budak Lapok (2007).
Dans les années 1980, il travaille comme réalisateur pour trois films : Setinggan (1981), Penentuan (1982) et Tak kisahlah beb (1989).
Il meurt d'un infarctus dans un centre médical de Kajang le 6 mai 2014, âgé de 88 ans. 

## Filmographie
- 1957 : Bujang lapok : Aziz
- 1958 : Gergasi
- 1958 : Anak Pontianak
- 1959 : Raja laksamana bentan : Aziz Sattar
- 1959 : Nujum Pak Belalang : Badan
- 1959 : Pendekar bujang lapok : Aziz
- 1960 : Ali Baba Bujang Lapok : Ali Baba
- 1961 : Seniman bujang lapok : Aziz
- 1962 : Siti muslihat
- 1962 : Labu dan Labi : Anjur kelab malam
- 1996 : Suami, Isteri dan...?
- 2005 : Pontianak harum sundal malam 2 : Tok Selampit
- 2006 : Cicak-man : un des membres du gang
- 2007 : Budak lapok : Aziz Sattar / Pak Ajis (voix)
- 2009 : Setem : Pak Ramli
- 2009 : Momok: The Movie : Pak Ajis
- 2009 : Duhai si pari-pari : Pak Ajis
- 2010 : Kecoh betul : Pak Aziz